# リュシアン・ミシャール
リュシアン・ミシャール（Lucien Michard、1903年11月17日 - 1985年11月1日）は、フランス、エピネー＝シュル＝セーヌ出身の名自転車競技選手（トラックレース）。
1924年に開催されたパリオリンピックのスプリントを制し、翌1925年にプロ転向。世界自転車選手権のプロスプリントでは、1927年から1930年まで同種目史上2人目の4連覇を達成した他、後に同種目6連覇を達成することになる、ベルギーのジェフ・シェーレンの最大のライバルとして立ちはだかった。
右記に挙げたオリンピック、世界選手権における実績の他、グランプリ・ド・パリを6回、フランス国内選手権のスプリント種目についてはアマ時代2回、プロ時代8回の制覇を果たしており。これ以外にも、多くのタイトルを獲得した。1938年に引退。